# Earl of Shannon

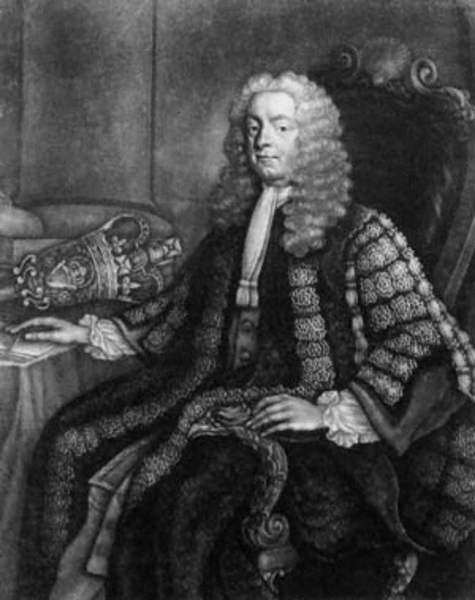
Henry Boyle, 1. Earl of Shannon

Wappen der Earls of Shannon

Earl of Shannon ist ein erblicher britischer Adelstitel in der Peerage of Ireland. Der Titel ist nach dem Anwesen Shannon Park im County Cork benannt.

## Verleihung und nachgeordnete Titel
Der Titel wurde am 20. März 1756 für Henry Boyle geschaffen. Dieser war 1733 bis 1756 Speaker des irischen House of Commons gewesen. Zusammen mit dem Earldom wurden ihm die nachgeordneten Titel Viscount Boyle, of Bandon, und Baron Castle Martyr verliehen. Seinem Sohn, dem 2. Earl, wurde am 6. August 1786 zudem der Titel Baron Carleton, of Carleton in the County of York, verliehen. Dieser gehört zur Peerage of Great Britain und war ihm Gegensatz zu seinen irischen Titeln bis 1999 mit einem erblichen Sitz im House of Lords verbunden.
Historischer Familiensitz der Earls war Castle Martyr bei Midleton im County Cork.

## Liste der Earls of Shannon (1756)
- Henry Boyle, 1. Earl of Shannon (1686–1764)
- Richard Boyle, 2. Earl of Shannon (1728–1807)
- Henry Boyle, 3. Earl of Shannon (1771–1842)
- Richard Boyle, 4. Earl of Shannon (1809–1868)
- Henry Boyle, 5. Earl of Shannon (1833–1890)
- Richard Boyle, 6. Earl of Shannon (1860–1906)
- Richard Boyle, 7. Earl of Shannon (1897–1917)
- Robert Boyle, 8. Earl of Shannon (1900–1963)
- Richard Boyle, 9. Earl of Shannon (1924–2013)
- Richard Boyle, 10. Earl of Shannon (* 1960)

Mutmaßlicher Titelerbe (Heir Presumptive) ist der Cousin des aktuellen Titelinhabers, Robert Francis Boyle (* 1930).